# Tamara Davydenka
Tamara Viktarauna Davydenka –posteriormente conocida por su nombre de casada Tamara Samajvalava– (en bielorruso: Тамара Віктараўна Давыдзенка, Pinsk, URSS, 8 de junio de 1995) es una deportista bielorrusa que compitió en remo.
Participó en los Juegos Olímpicos de Atlanta 1996, obteniendo una medalla de bronce en la prueba de ocho con timonel. Ganó dos medallas de bronce en el Campeonato Mundial de Remo, en los años 1995 y 2004.

## Palmarés internacional
| Juegos Olímpicos   | Juegos Olímpicos         | Juegos Olímpicos  | Juegos Olímpicos   |
| Año                | Lugar                    | Medalla           | Prueba             |
| ------------------ | ------------------------ | ----------------- | ------------------ |
| 1996               | Atlanta (Estados Unidos) | Medalla de bronce | Ocho con timonel   |
| Campeonato Mundial |                          |                   |                    |
| Año                | Lugar                    | Medalla           | Prueba             |
| 1995               | Tampere (Finlandia)      | Medalla de bronce | Cuatro sin timonel |
| 2004               | Bañolas (España)         | Medalla de bronce | Cuatro sin timonel |